# 대창 (연호)
대창(大昌)은 신라 진흥왕(眞興王)의 세 번째 연호이다. 568년에서 571년까지 4년 동안 사용하였다. 《삼국사기》에는 연호를 고친 이유가 나타나 있지 않지만, 학계에서 위서 여부를 두고 논쟁 중인 《화랑세기》 필사본에 의하면 원화(源花) 제도를 29년 만에 부활시킨 것을 기념하여 개원하였다고 한다.

## 연대대조표
| 대창                | 원년       | 2년        | 3년        | 4년        |
| 서력                | 568년      | 569년      | 570년      | 571년      |
| 육십간지 (六十干支) | 무자(戊子) | 기축(己丑) | 경인(庚寅) | 신묘(辛卯) |

## 같이 보기
- 한국의 연호

| 이전연호: | 다음연호: |
| --------- | --------- |
| 개국      | 홍제      |